# Fuga para o Egito (Elsheimer)
A Fuga para o Egito é uma pintura de gabinete a óleo sobre cobre do artista alemão Adam Elsheimer datada de cerca de 1609, enquanto ele estava em Roma. Acredita-se que seja a primeira representação naturalista do céu noturno na arte renascentista. Por ocasião da morte de Elsheimer em Roma, em 1610, este quadro estava pendurado em seu quarto.
Como muitos outros artistas antes e depois dele, Elsheimer retratou a fuga bíblica para o Egito, na qual São José, a  Virgem Maria e Jesus buscam refúgio de uma possível perseguição de Rei Herodes, o Grande. Por sua fusão inovadora de elementos religiosos e paisagísticos, e sua detalhada justaposição de luz e escuridão, A Fuga para o Egito é uma das obras mais conhecidas e elogiadas de Elsheimer. Também é provável que seja sua última pintura, pois ele morreu um ano depois.

## Temática
Fuga para o Egito retrata a viagem bíblica do recém-nascido Jesus Cristo, juntamente com a Virgem Maria, sua mãe, e São José, conforme descrito no Evangelho de Mateus (Mateus 2:13–23). O Evangelho descreve a fuga da Sagrada Família como resultado de uma visão de um anjo, que disse a José para trazê-los para o Egito, já que o Rei Herodes, o Grande viria para matar o menino Jesus (Mateus 2:13}). Segundo os relatos bíblicos, o Rei Herodes mandou matar as crianças que teriam aproximadamente a idade do Menino Jesus em um episódio conhecido como Massacre dos Inocentes. O  evangelista Mateus afirma que a Sagrada Família permaneceu no Egito até a morte do Rei Herodes quando então voltaram para a Galileia e se estabeleceram em Nazaré.

## Descrição
Por sua fusão inovadora de elementos religiosos e paisagísticos, e sua detalhada justaposição de luz e escuridão, A Fuga para o Egito é uma das obras mais conhecidas e elogiadas de Elsheimer. Também é provável que seja sua última pintura, pois ele morreu um ano depois.
O tratamento de Elsheimer é único em colocar a Sagrada Família em um ambiente noturno, fiel à descrição bíblica. A escuridão cria sentimentos opostos de intimidade e medo do desconhecido. A pintura canaliza os mistérios da noite, ponderados pelos humanos há séculos, neste momento da Sagrada Família que busca refúgio.
Há quatro fontes de luz na pintura: a Lua é retratada com precisão e reflete a água calma. Há um incêndio perto dos pastores à esquerda, para onde a família se dirige. No centro da composição, José segura uma tocha que ilumina Maria e a criança, que estão montando um asno.  A paisagem pesada atrás deles é quase preta, seu contorno formando uma diagonal através do céu e contendo completamente as figuras de primeiro plano. A diagonal é ecoada no céu noturno pela intrincada faixa da Via Láctea, e configurações detalhadas de estrelas são vistas, incluindo a Ursa Maior na extrema esquerda. Acredita-se que Elsheimer tenha sido o primeiro pintor a retratar com precisão constelações. Outra constelação facilmente identificável é Constelação de Leão, acima da Sagrada Família, com sua estrela mais brilhante, Regulus, no centro da imagem. Foi proposto que Elsheimer retrabalhou a pintura em 1610, após a publicação do Sidereus Nuncius de Galileu, que mostrava a Via Láctea como composta de estrelas individuais e mostrava a superfície da Lua em detalhes sem precedentes. Esta hipótese tem sido contestada por Keith Andrews
Além de revelar o interesse de Elsheimer por temas científicos, o aparecimento da Via Láctea tem uma conotação espiritual – simbolizava o caminho para o céu que começa na Idade Média. O céu de Elsheimer, escreveu o historiador de arte R. H. Wilenski, "não é mais um pano preto, mas um símbolo de espaço ilimitado".

## Influência

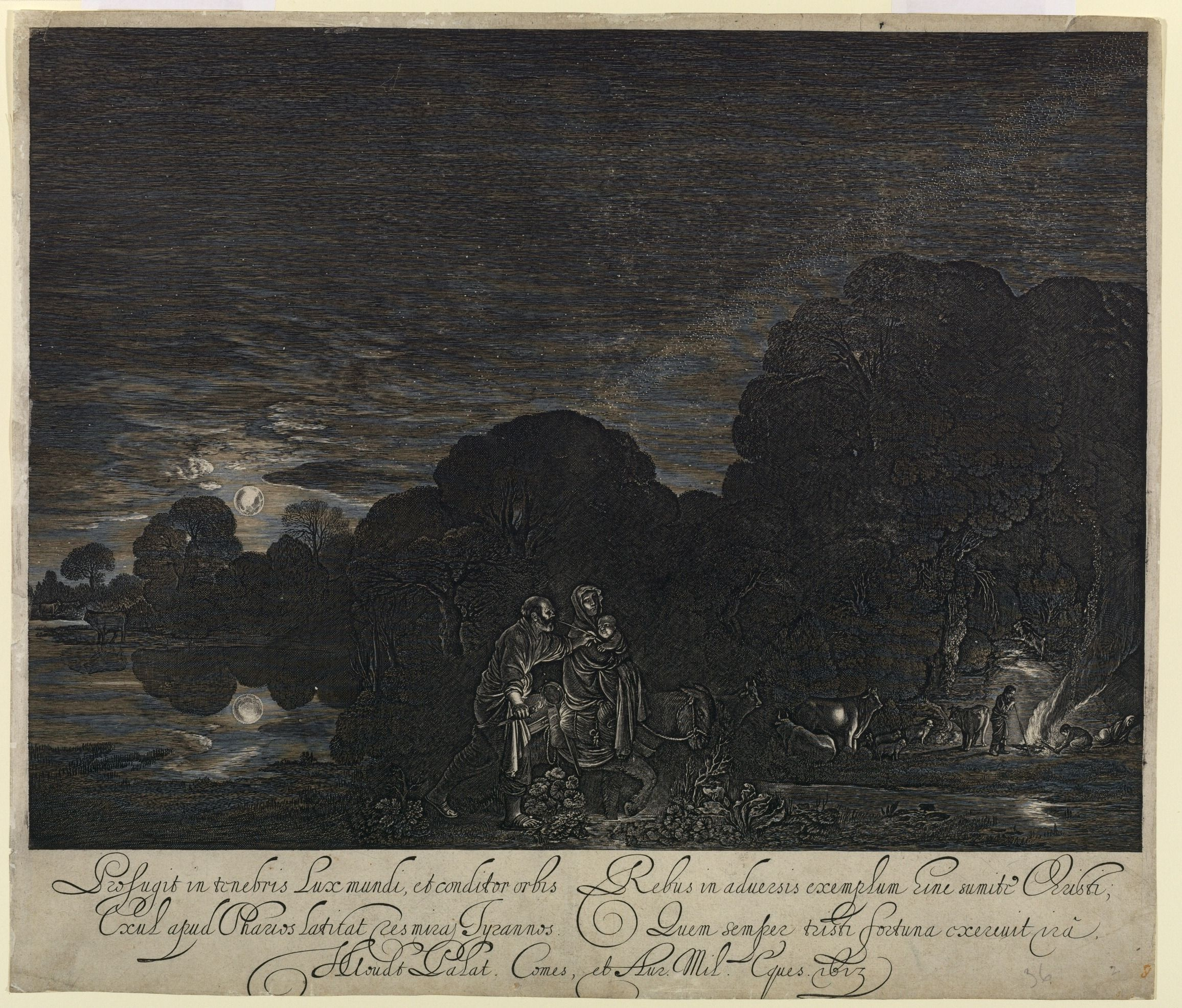
Hendrick Goudt, The Flight into Egypt (1613), engraving, Courtauld Institute

O inventário de Elsheimer mostra que a pintura foi localizada em seu quarto.  A importância da pintura de Elsheimer pode ser julgada a partir de uma carta datada de 14 de janeiro de 1611 de Rubens ao médico, botânico e colecionador de arte Johann Faber, na qual ele discute o preço extraordinário de 300 scudi exigido pela viúva. A pintura acabou passando para Hendrick Goudt, que a levou para Utrecht.
As obras de Elsheimer, incluindo A Fuga para o Egito, influenciaram importantes contemporâneos próximos como Claude Lorrain e Peter Paul Rubens. [8] A versão de Rembrandt de Fuga para o Egito (1627), com sua iluminação única, pode ter sido inspirada na de Elsheimer. Rembrandt estaria familiarizado com o trabalho de Elsheimer através de gravuras de alta qualidade feitas por seu amigo Hendrick Goudt. A influência das gravuras de Goudt no trabalho de outros gravadores, especialmente a de Jan van de Velde, foi imediata.